# Hand van de woestijn
Hand van de woestijn (Mano del Desierto) is een beeldhouwwerk gelegen aan de Pan-Amerikaanse weg (kilometerpalen 1309 km en 1310 km) in de Atacama Woestijn, Chili, zo'n 75 km ten zuiden van de stad Antofagasta. Het beeldhouwwerk dankt zijn naam aan zijn sterke gelijkenis met de menselijke hand. Het dichtstbijzijnde referentiepunt is de "Ciudad Empresarial La Negra" (de zakenstad La Negra).

## Omschrijving
Het beeldhouwwerk is van de hand van de Chileense beeldhouwer Mario Irarrázabal en ligt op een hoogte van 1.100 meter boven de zeespiegel. Zijn overdreven grootte zou de menselijke kwetsbaarheid en hulpeloosheid benadrukken. Het beeldhouwwerk is 11 meter hoog en heeft een basis van ijzer en beton. Het werd gefinancierd door de Corporación Pro Antofagasta, een lokale boosterorganisatie, en werd ingehuldigd op 28 maart 1992.
Sinds de inhuldiging is het beeldhouwwerk een enorme trekpleister voor toeristen die langs Route 5 reizen en wordt het dagelijks bezocht door talrijke toeristen. Het beeldhouwwerk is evenwel een gemakkelijk slachtoffer van graffiti, waardoor het af en toe moet worden schoongemaakt. Dit aangezien de afgelegen ligging het onmogelijk maakt het te laten bewaken.
Vanuit Antofagasta kan men Route 26 of Route 28 nemen om Route 5 te bereiken. Het beeldhouwwerk ligt zo'n 75 km van de stad vandaan, nabij kilometerpaal 1309 en 1310.

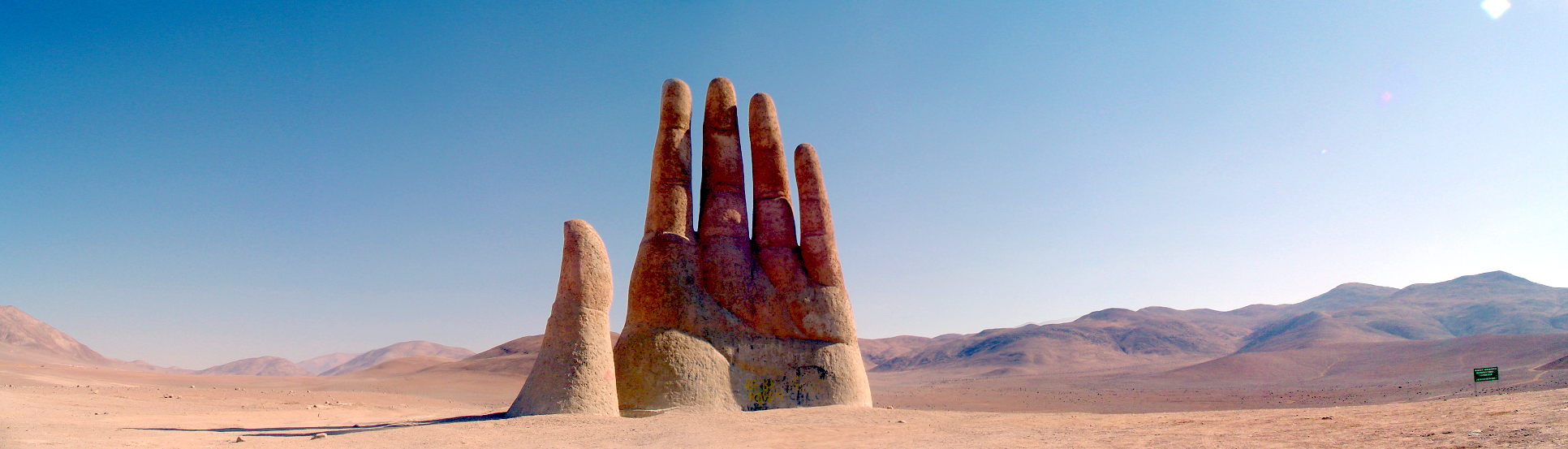
Panorama van de Hand van de woestijn

## Soortgelijke beeldhouwwerken
De hand (La Mano de Punta del Este) is een soortgelijk beeldhouwwerk van dezelfde beeldhouwer. Het is gelegen aan Parada 4, op het Brava strand in Punta del Esta, een populaire vakantiebestemming in Uruguay.

## Gerelateerde websites
- Corporación Pro Antofagasta
- The giant hand buried in the Atacama Desert
- Keep Up the High Five: La Mano Del Desierto  in El Observatodo
- Hand In The Desert, Atlas Obscura